# Humilladero
Humilladero è un comune spagnolo di 2 691 abitanti situato nella comunità autonoma dell'Andalusia.